# Omer Meir Wellber

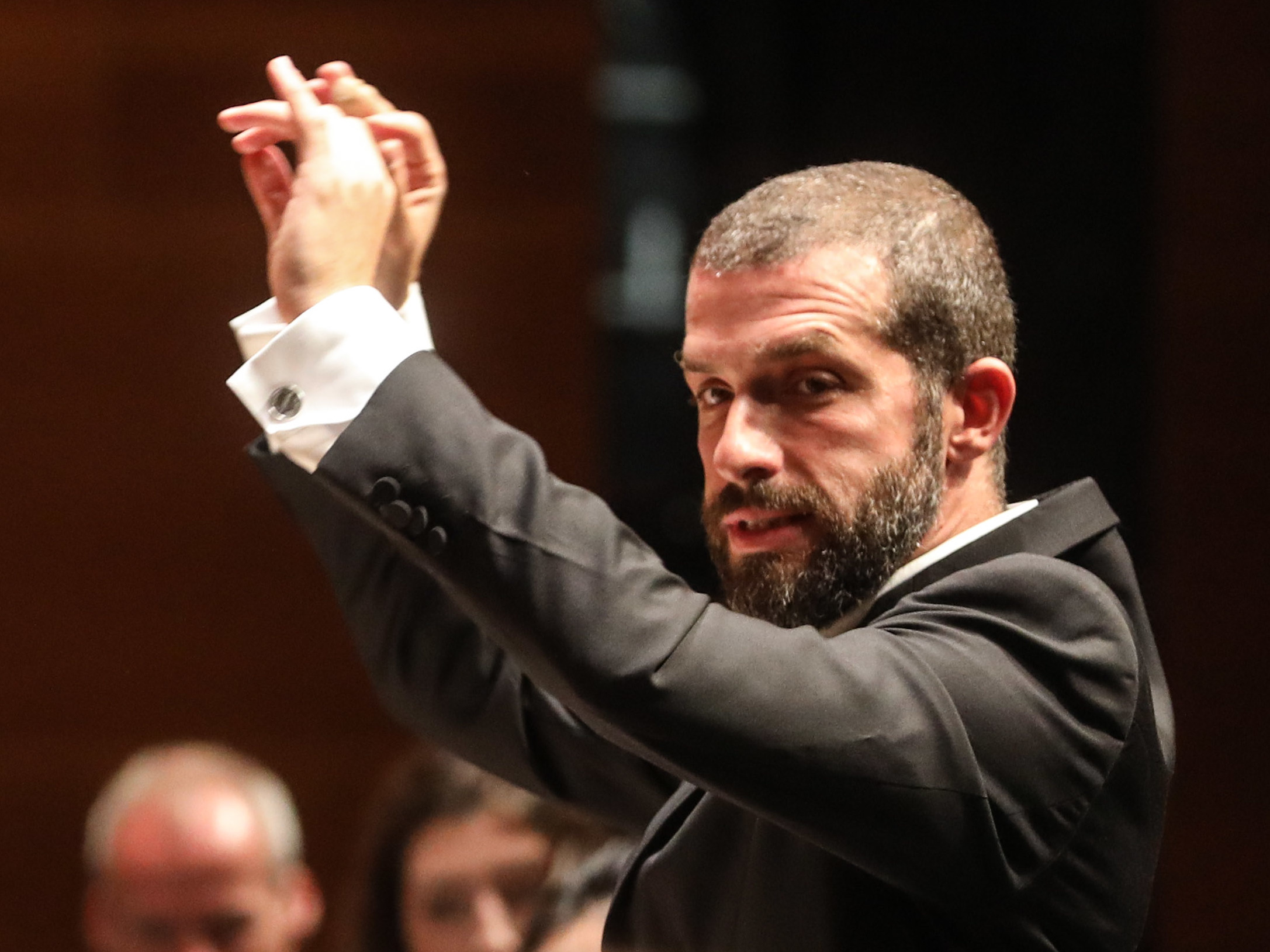
Omer Meir Wellber, 2019

Omer Meʾir Wellber (hebräisch עומר מאיר ולבר; geboren am 28. Oktober 1981 in Beʾer Scheva, Israel) ist ein israelischer Dirigent. 
Er war häufig Gastdirigent an der Israeli Opera und ist seit 2009 Musikdirektor des 1991 für die Integration von jüdischen Emigranten in Israel geschaffenen Raanana Symphonette Orchestra. Von 2010 bis 2014 amtierte er als Nachfolger von Lorin Maazel als Generalmusikdirektor des Palau de les Arts Reina Sofia in Valencia. Von 2018 bis 2022 war er Erster Gastdirigent der Semperoper Dresden und bis 2022 Chief Conductor des BBC Philharmonic. Seit September 2022 ist er Musikdirektor der Volksoper Wien, hat aber mit Ende 2023 seinen Rücktritt angekündigt, um nach einer Pause ab 2025 als Chefdirigent des Philharmonischen Staatsorchesters Hamburg zu wirken. Gleichzeitig ist er Music Director des Teatro Massimo in Palermo.
Regelmäßig tritt Wellber zudem an den Opernhäusern in Berlin, Dresden, Wien, Venedig, Mailand und Verona auf.

## Biografie
Omer Meir Wellber begann im Alter von fünf Jahren Klavier, Akkordeon und Geige zu spielen. Da er sich auch für Komposition interessierte, erhielt er ab seinem zehnten Lebensjahr Unterricht bei Tania Taler. Anschließend wurde bis 2004 Michael Wolpe sein Lehrer. Bereits 1999 machte er am Konservatorium Beʾer Scheva seinen Abschluss. Seitdem werden seine Werke sowohl in Israel als auch im Ausland von Orchestern und Ensembles aufgeführt und im Radio übertragen. Anschließend studierte Wellber mit einem Stipendium der American-Israel Cultural Foundation von 2000 bis 2008 an der Jerusalemer Musikakademie bei Eugene Zirlin und im Mendi-Rodan-Programm weiter.
Er trat in dieser Zeit bereits mit der Israeli Sinfonietta, dem Israel Chamber Orchestra, dem Jerusalem Symphony Orchestra, dem Haifa Symphony Orchestra und dem Rishon Le’Zion Symphony Orchestra auf und leitete circa zehn Uraufführungen israelischer und moderner Musik. Seine Suite für Streichorchester, Fagott und Klarinette, sein Klavierkonzert Nr. 1 und sein Mandolinenkonzert erfuhren so ihre Uraufführungen. Kammermusikwerke wurden vom Kaprisma Ensemble (Music for Ten Instruments), vom Musica Nuova Ensemble (Oboenquintett The Last Leaf) und dem Amber Trio (Piano Trio and Accordion) uraufgeführt. Im Dezember 2004 dirigierte Wellber beim Israel Chamber Orchestra die Uraufführung seines Bratschenkonzerts, das er für Amichai Grosz vom Jerusalem Quartet geschrieben hatte.
Seit 2005 dirigiert Wellber regelmäßig an der Israeli Opera in Tel Aviv. Im Februar 2007 dirigierte Wellber in Peking ein Galakonzert mit dem Beijing Philharmonic Orchestra. Kurz darauf gab er sein Debüt beim Israel Philharmonic Orchestra. Im Oktober 2008 folgte Verdis „Aida“ am Teatro Verdi in Padova – wofür er von der italienischen Zeitschrift Classic Voice als eine der künstlerischen Neuentdeckungen des Jahres 2008 ausgezeichnet wurde.
Zwischen 2008 und 2010 assistierte er Daniel Barenboim an der Berliner Staatsoper Unter den Linden sowie am Teatro alla Scala. Er dirigierte „Aida“ beim Gastspiel der Scala an der Israel Oper. Danach folgten Bizets „Carmen“ an der Staatsoper Berlin, sein erstes Konzert am Palau de les Arts Reina Sofía in Valencia, ein Konzert beim Maggio Musicale Fiorentino, Strauss’ „Salome“ als Einspringer für Seiji Ozawa beim Saito Kinen Festival in Matsumoto, eine Neuproduktion von Strauss’ „Daphne“ an der Semperoper Dresden, Puccinis „Tosca“ an der Berliner Staatsoper und Sinfoniekonzerte in Verona und am Teatro La Fenice in Venedig.
Von den Wiener Festwochen wurde Wellber mit der Leitung von Verdis Trilogia popolare – „Rigoletto“ (2011), „La Traviata“ (2012) und „Il Trovatore“ (2013) – im Rahmen eines dreijährigen Projekts betraut. Weitere Dirigate umfassten „Tosca“ und „Aida“ an der Scala, „La traviata“ an der Berliner Staatsoper, „Carmen“ und „Elisir d’amore“ in Venedig, „La traviata“ an der Bayerischen Staatsoper München, Verdis „Macbeth“ in Verona und „Otello“ in Tel Aviv sowie verschiedene Sinfoniekonzerte mit dem Orchestre de Paris, der Filarmonica della Scala, dem Israel Philharmonic Orchestra, dem Orchester der RAI Turin, dem Gewandhausorchester Leipzig, dem Deutschen Symphonie-Orchester Berlin, der NDR Radiophilharmonie Hannover und dem hr-Sinfonieorchester Frankfurt. Im Juni 2013 leitete er die Jubiläums-Aida in der Arena di Verona in einer Inszenierung von La Fura dels Baus.
Im November 2016 dirigierte er die Sächsische Staatskapelle Dresden bei der Uraufführung von Sofia Gubaidulinas Oratorium Über Liebe und Hass. Im März 2017 leitete er die Premiere von Giordanos Andrea Chenier an der Bayerischen Staatsoper, wo er schon 2015 die Neuproduktion von Mefistofele dirigiert hatte. Seine Engagements an der Semperoper im Jahr 2017 umfassten u. a. die Dirigate des Mozart-/Da-Ponte-Zyklus‘ Così fan tutte, Le nozze di Figaro und Don Giovanni im Rahmen der einmalig stattfindenden Mozart-Tage. Dieser Mozart-/Da Ponte-Zyklus entstand zwischen 2014 und 2016 als drei Neuproduktionen (Regie: Andreas Kriegenburg und Johannes Erath), jeweils unter der Leitung von Omer Meir Wellber. Im Januar desselben Jahres dirigierte er am Teatro La Fenice Wagners Tannhäuser. 2016 stand er dort zudem für ein Konzert mit der Geigerin Midori am Pult des Orchestra del Teatro della Fenice, das Teil einer Europa-Tournee mit dem Orchester war.
In der Saison 2017/18 debütierte Wellber u. a. beim BBC Philharmonic, dem SWR Symphonieorchester und dem Mahler Chamber Orchestra. Wiedereinladungen führten ihn nach weiteren Debüts zum Orchestre National de Lyon, zum Tonhalle-Orchester Zürich oder auch dem Gewandhausorchester zu Leipzig. An der Bayerischen Staatsoper dirigierte er die Premiere von Verdis Les Vêpres siciliennes. Im Sommer 2018 leitete er beim Glyndebourne Festival, wo er 2014 mit dem London Philharmonic Orchestra in der Produktion von Eugen Onegin debütierte, die Festival-Premiere von Puccinis Madama Butterfly.
2018 gab Omer Meir Wellber mit dem City of Birmingham Symphony Orchestra sein Debüt beim Lucerne Festival. Im Oktober 2018 debütierte er an der Metropolitan Opera in New York mit Vorstellungen von Bizets Carmen. Erstmals stand Omer Meir Wellber in der Saison 2018/19 in der Hamburger Elbphilharmonie beim NDR Elbphilharmonie-Orchester am Pult und dirigierte Konzerte mit der Deutschen Kammerphilharmonie Bremen, u. a. beim Bachfest Leipzig 2019. Als erster Gastdirigent der Semperoper Dresden übernahm er dort im Mai 2019 das Dirigat der Neuinszenierung von Verdis Nabucco. Außerdem dirigiert er die Wiederaufnahme-Vorstellungen von Don Giovanni, Tannhäuser und Der Rosenkavalier sowie ein Symphoniekonzert mit der Staatskapelle Dresden.
Mit 1. September 2022 wechselte er gemeinsam mit Keren Kagarlitsky an die Volksoper Wien und wurde unter Intendantin Lotte de Beer Musikdirektor der Volksoper. Im Februar 2023 wurde bekannt, dass er als Nachfolger von Kent Nagano ab Sommer 2025 Generalmusikdirektor der Hamburgischen Staatsoper und Chefdirigent des Philharmonischen Staatsorchesters Hamburg werden soll. An der Volksoper sollte er zunächst bis zum Beginn der Saison 2027/28 bleiben, hat dann aber zum Jahresende 2023 sein Amt in Wien niedergelegt. 2024 soll ihm Ben Glassberg als Musikdirektor der Volksoper Wien nachfolgen.

## Musik
Wellbers Interpretationen zeichnen sich durch einen Spagat zwischen genauer Beachtung der Partitur und einer oftmals extremen Auslegung einzelner Passagen aus. 

## Schriften
- Die vier Ohnmachten des Chaim Birkner, Roman, Aus dem Hebräischen von Ruth Achlama, Berlin Verlag, Berlin 2019, ISBN 978-3-8270-1406-1.[13]
- mit Inge Kloepfer, Die Angst, das Risiko und die Liebe: Momente mit Mozart, Ecowin, Elsbethen 2017, ISBN 978-3-7110-0131-3.